# Iznate
Iznate – gmina w Hiszpanii, w prowincji Malaga, w Andaluzji, o powierzchni 7,47 km². W 2011 roku gmina liczyła 951 mieszkańców.